# 轰炸格拉诺列尔斯
轰炸格拉诺列尔斯是指发生在1938年西班牙内战期间的一次轰炸行动。1938年5月31日，意大利空军军团轰炸了格拉诺列尔斯镇。造成100至224名平民死亡。

## 背景
1938年4月16日，《联合王国和意大利关于地中海西部维持原状的宣言》签署后, 声明一旦战争结束后，意大利同意从西班牙撤军，两国同意保证和维持地中海地区的现状。 然而，意大利在4月11日向西班牙派遣了由3000名士兵组成的军队，并继续对西班牙共和国进行轰炸。佛朗哥政权意图想消灭西班牙共和国的海上贸易，摧毁西班牙共和国的士气，他授权空军军团和秃鹰军团对西班牙共和国城市进行无差别轰炸。瓦伦西亚、巴塞罗那、阿利坎特等西班牙城市被遭到轰炸。

## 轰炸
5月31日，五架隶属于意大利空中军团的轰炸机对格拉诺列尔斯进行轰炸。 该镇位于巴塞罗那以北20英里，没有任何军事目标。轰炸机在城市中心投下了40枚100公斤的炸弹。 造成100 至224名平民死亡 (其中大部分是妇女和儿童)。英国政府派出两名军官对此事件进行调查，他们报告说，轰炸是专门针对非军事目标进行的。

## 后果
英国政府和梵蒂冈对布尔戈斯、柏林和罗马提出抗议。加莱阿佐·齐亚诺称是佛朗哥下令对其进行的轰炸，意大利人并不负任何责任， 但他承诺会对此事件尽力而为，然而他对德国大使说：“事实上，我们没有做任何事情，也没有打算做任何事情。”